# Sabanetas, Mexiko
Sabanetas är en ort i Mexiko.   Den ligger i kommunen Alto Lucero de Gutiérrez Barrios och delstaten Veracruz, i den sydöstra delen av landet, 270 km öster om huvudstaden Mexico City. Sabanetas ligger 808 meter över havet och antalet invånare är 176.
Terrängen runt Sabanetas är huvudsakligen kuperad, men västerut är den bergig. Runt Sabanetas är det ganska glesbefolkat, med 48 invånare per kvadratkilometer. Närmaste större samhälle är Plan de las Hayas, 7,2 km väster om Sabanetas. I omgivningarna runt Sabanetas växer huvudsakligen savannskog.